# Gulich Zellinger
Gulich Zellinger, född omkring 1653 i Uppsala död 1 september 1694 i Härnösands församling, Västernorrlands län, var en svensk domkyrkoorganist. 

## Biografi
Gulich Zellinger föddes troligen 1653 som son till domkyrkoorganisten i Uppsala Johan Caspari Zellinger och Catharina Gulicksdotter Svinefot. Zellinger kom att arbeta som domkyrkoorganist i Härnösands församling 1689-1694. Han avled 1694 i Härnösands församling.

### Familj
Zellinger var gift med Catharna Nenzelia. Hon var dotter till lektorn Petrus Nenzelius i Härnösand. De fick tillsammans sonen kyrkoherden Samuel Zellinger (1691–1741) i Ramsele församling.